# Jan Ullrich (lingvista)
Jan Ullrich (* 6. prosince 1968, Valašské Meziříčí) je český lingvista a pedagog, který se významnou měrou zasloužil o dokumentaci a revitalizaci jazyka indiánského kmene Lakotů (Siouxů) a také dalších jazyků siouanské jazykové rodiny.
Vytvořil dosud nejrozsáhlejší slovník lakotštiny (New Lakota Dictionary, 2008, 2011), který je současně prvním slovníkem pro tento jazyk napsaným důsledně fonémicky (tj. pravopisem vycházejícím z výslovnosti významotvorných hlásek). Je také autorem lakotské gramatiky (Lakota Grammar Handbook, 2016), která byla odbornými recenzenty označena za dosud nejpodrobnější a nejlépe napsanou gramatiku na poli dokumentace severoamerických indiánských jazyků.
Publikoval v odborných lingvistických žurnálech, jako např. International Journal of American Linguistics, a jeho odborné studie představují významný posun v jazykové analýze siouanských jazyků, zejména v jeho pojetí stavových komplexních predikátů, modifikace a sekundárních predikátů.
Lakotštinu a lingvistiku přednášel na mnoha univerzitách, zejména na Indiana University, University of North Dakota, Sitting Bull College, Oglala Lakota College, atd.
Je absolventem Gymnázia Františka Palackého Valašské Meziříčí, maturitní ročník 1987.